# マダムとお遊戯
『マダムとお遊戯』（マダムとおゆうぎ、Shall we dance with Madam?）は、松苗あけみによる日本の漫画作品。
『マンガ・エロティクス・エフ』（太田出版）にてvol.37（2006年）からvol.57（2009年）まで全16話が不定期に連載されていた。単行本は全2巻。

## あらすじ
大財閥・北宮川家当主の妻・扇子は誰もが目を引く美貌を誇るが、彼女も、そして彼女の周りの人々もとても変わっていた。
ゴージャスで自由奔放な有閑マダム・扇子とクセがありすぎる人々が繰り広げるアンモラル・コメディ。

## 登場人物
北宮川 扇子（きたみやかわ せんこ）
主人公で北宮川家当主の妻。30歳。膝フェチで、半ズボンの下から覗く義理の息子・清人の膝が大好き。6歳の時両親を亡くし、清胤に引き取られ、美しく育つことを約束し、光源氏と若紫のような関係で育った。幼い頃はあまり容姿に優れていなかったが、成長し、（夫以外の男との）恋を知り、次第に美しくなっていった。夫婦共々自由奔放。額田のうなじを舐めるのが好き。
北宮川 清胤（きたみやかわ きよたね）
北宮川家17代目当主。戦前から築いてきた総資産数百億円の北々グループ総帥。59歳。妻・扇子にいつまでも美しくいてほしくて、女中の千代に跡継ぎの子どもを産ませた。息子の前でも構わず千代の胸をもみしだいたり、額田とただならぬ関係だったり、扇子に負けず劣らず変人。
北宮川 清人（きたみやかわ さやと）
目黒にある習学院の生徒。乳母の千代が産みの母だと知っているが、美しい扇子の方が好き。互いに浮気しまくる変人両親を「いい夫婦」と言えるほどできた子ども。中学3年間、外国に留学し、自分の家が「普通」でないことを知る。
額田（ぬかた）
運転手。刈り上げたうなじが感じやすい。15歳の時から北宮川家に仕えている。男は清胤、女は美々子しか知らない。2巻からは、子どもが成長し、一緒に過ごす時間が欲しいからとガーデナー（庭師）に転職した。
千代（ちよ）
清人の実母。子どもの頃から女中として北宮川家に仕えてきた。身も心も清胤に全てを捧げてきたのに、清胤が結婚相手に選んだのは自分よりブスだった扇子だった。
額田 美々子（ぬかた みみこ）
額田の新妻。ピチピチでムチムチの巨乳。家事全般苦手。
ヒロシ
扇子の浮気相手だった男。レストランのシェフ。箱根のオーベルジュに扇子と駆け落ちした時に、昔働いていた店のシェフ（ゲイ、肉体関係あり）と再会し、彼の元で再修業することになり扇子とは別れた?
白鳥 城太郎（しらとり じょうたろう）
イケメン総理大臣。39歳、独身。学生の頃、北宮川家の園遊会で13歳だった扇子と出会い、扇子が結婚した後に結ばれた。分刻みのスケジュールで生活している。3分でセックスできる（3分しか持たない）ため、夜の女たちからは「ウルトラマン」と呼ばれている。
南 豪太（みなみ ごうた）
清人のクラスメイト。2年留年しているため13歳。清人たちに「センパイ」と呼ばれるのを嫌がる。家は工務店経営。
麗太（れいた）
清人が中学3年間留学していた国でできた友達。服装倒錯者で女装が趣味。清人のガールフレンド・キャロライン麗子として扇子と会う。母親が日本人のハーフ。